# 成田泰直
成田 泰直（なりた やすなお、生没年不詳）は、江戸時代前期の武士。

## 生涯
初代の下野烏山藩主であった成田泰親の子。通称は内記。
慶長20年（1615年）の大坂夏の陣では、次兄の泰之（氏宗）に付き従って軍功を挙げた。
元和8年11月7日（1622年12月9日）に嗣子のいなかった第2代藩主の氏宗が急死すると、泰直は跡目の相続を幕府に対して願い出たが、長兄・重長の嫡男であった房長（新五郎）が成長していたこともあって家督争いが起きた。幕府は氏宗に嗣子無し（『断家譜』）として泰直・房長の両者共に相続を認めず、烏山藩成田家は改易された。泰直のその後については不明である。

## 参考資料
- 工藤寛正 編『江戸時代全大名家事典』東京堂出版、2008年1月20日。ISBN 978-4-4901-0725-8。